# Ruinele curții domnești a lui Mihai Viteazul
Ruinele curții domnești a lui Mihai Viteazul sunt ruinele fostei curți domnești a lui Mihai Viteazul din Caracal, județul Olt, România. Curtea domnească a fost ridicată la sfârșitul secolului al XVI-lea. Astăzi mai există Biserica Domnească, școala de băieți și o parte a zidului de împrejmuire. O parte din clădirile care fac parte din fosta curte domnească au dispărut la sfârșitul secolului al XIX-lea în timpul unor lucrări de modernizare. Se află pe Lista monumentelor istorice din județul Olt având codul LMI OT-I-m-A-08489 și codul RAN 125481.01.